# Unitra-Rzeszów
Unitra-Rzeszów – wytwórnia sprzętu radiotechnicznego w Rzeszowie, należąca do zrzeszenia UNITRA działająca w latach 1979–1992.

## Historia
W 1979 roku utworzono w Rzeszowie filialny zakład bydgoskiej Eltry. Początkowo produkowano tu odbiorniki „przekazane” z Eltry (Dorota, Monika, Dana oraz Aneta). W 1981 roku powstał w rzeszowskim zakładzie dział konstrukcyjny, który początkowo zajmował się modernizacją produkowanych już wyrobów. Niebawem powstały własne konstrukcje.
W 1983 roku zakład funkcjonował już jako samodzielna firma Unitra-Rzeszów. W latach 1984–1990 wdrożono do produkcji kilka odbiorników opracowanych w Rzeszowie. Przykładem mogą być konstrukcje takie jak Roksana R-601 czy słuchawkowy RS-101. Pojawienie się na rynku tanich wyrobów z Dalekiego Wschodu doprowadziło do likwidacji rzeszowskiej Unitry.
Na bazie zlikwidowanej firmy w 1992 powstała spółka Unitrex, która jeszcze przez kilka lat kontynuowała produkcję radioodbiorników.